# Ordoño Ramire
 (janvier 2024).
La mise en forme du texte ne suit pas les recommandations de Wikipédia : il faut le « wikifier ».
Les points d'amélioration suivants sont les cas les plus fréquents. Le détail des points à revoir est peut-être précisé sur la page de discussion.
- Les titres sont pré-formatés par le logiciel. Ils ne sont ni en capitales, ni en gras.
- Le texte ne doit pas être écrit en capitales (les noms de famille non plus), ni en gras, ni en italique, ni en « petit »…
- Le gras n'est utilisé que pour surligner le titre de l'article dans l'introduction, une seule fois.
- L'italique est rarement utilisé : mots en langue étrangère, titres d'œuvres, noms de bateaux, etc.
- Les citations ne sont pas en italique mais en corps de texte normal. Elles sont entourées par des guillemets français : « et ».
- Les listes à puces sont à éviter, des paragraphes rédigés étant largement préférés. Les tableaux sont à réserver à la présentation de données structurées (résultats, etc.).
- Les appels de note de bas de page (petits chiffres en exposant, introduits par l'outil «  Source ») sont à placer entre la fin de phrase et le point final[comme ça].
- Les liens internes (vers d'autres articles de Wikipédia) sont à choisir avec parcimonie. Créez des liens vers des articles approfondissant le sujet. Les termes génériques sans rapport avec le sujet sont à éviter, ainsi que les répétitions de liens vers un même terme.
- Les liens externes sont à placer uniquement dans une section « Liens externes », à la fin de l'article. Ces liens sont à choisir avec parcimonie suivant les règles définies. Si un lien sert de source à l'article, son insertion dans le texte est à faire par les notes de bas de page.
- La présentation des références doit suivre les conventions bibliographiques. Il est recommandé d'utiliser les modèles {{Ouvrage}}, {{Chapitre}}, {{Article}}, {{Lien web}} et/ou {{Bibliographie}}. Le mode d'édition visuel peut mettre en forme automatiquement les références.
- Insérer une infobox (cadre d'informations à droite) n'est pas obligatoire pour parachever la mise en page.

Pour une aide détaillée, merci de consulter Aide:Wikification.
Si vous pensez que ces points ont été résolus, vous pouvez retirer ce bandeau et améliorer la mise en forme d'un autre article.
 (janvier 2024).
Ordoño Ramire, dit l'Aveugle (c. 981-avant 1024), est le fils du roi Ramire III de León et de la reine Sancha Gómez, descendant des Banu Gómez en Asturies. Il est le petit-fils de Sanche Ier de Leon et de la reine Teresa Ansúrez (en), ainsi que de Gómez Díaz, comte de Saldaña.

## Biographie
Figurant dans les chartes médiévales de 1014 à 1017, lorsqu’il confirme deux documents délivrés par le roi Alphonse V de León, Ordoño Ramire passe sa vie dans les Asturies. Selon la médiéviste Margarita Torres, les conflits entre le roi Bermude II de León et le clan des Banu Gómez (en) auraient pu être dus à la défense par ce dernier des revendications plus fortes d’Ordoño au trône, étant le neveu du nouveau chef de cette puissante famille, García Gómez, qui succéda à son père Gómez Díaz (es) comme comte de Saldaña (es).
Il a dû mourir entre 1017, année de sa dernière apparition dans la documentation, et avant le 31 mars 1024, date à laquelle Cristina Bermúdez, se déclarant veuve, fait une donation pour la fondation du monastère de Cornellana.

## Mariage et descendance
Il s'est marié entre l'an 1000 et 1016 avec l'infante Cristina Bermúdez, fille de Bermudo II de León et la reine Velasquita Ramírez. De ce mariage, probablement favorisé par la reine Velasquita et par la reine veuve Teresa Ansúrez, descendent :
- Alfonso Ordóñez (avant 1016-1057).[2] marié avec Fronilde de qui il a eu Cristina et Enderquina Alfonso. Il est enterré dans le monastère de Cornellana qu'a fondé sa mère. Il a été dans la cour de ses cousins Fernando I et Sancha de León qui en 1047 l'ont nommé comte.[1] En 1057 il est mort lors du siège de Lamego qui était aux mains des musulmans.
- Aldonza Ordóñez (m. après 1056). Épouse du comte Pelayo Froilaz, surnommé le Diácono, fils du conde Fruela Jiménez et neveu de Piniolo Jiménez, fondateur du monastère de Corias.[3] Ils ont eu huit fils. Sa sépulture se trouve dans le monastère de Sainte María de Villanueva de Teverga.
- Ordoño Ordóñez (m. Après 1073).[4]  Le roi Fernando I de León lui a confié le gouvernement de Palenzuela, où il a fixé sa résidence.
- Pelaya Palla Ordóñez, appelée madame Palla dans la documentation, épouse de Bermudo Armentáriz, ensemble fondateurs de l'église de Sainte Marie de Otur.[3]